# Dunnichen

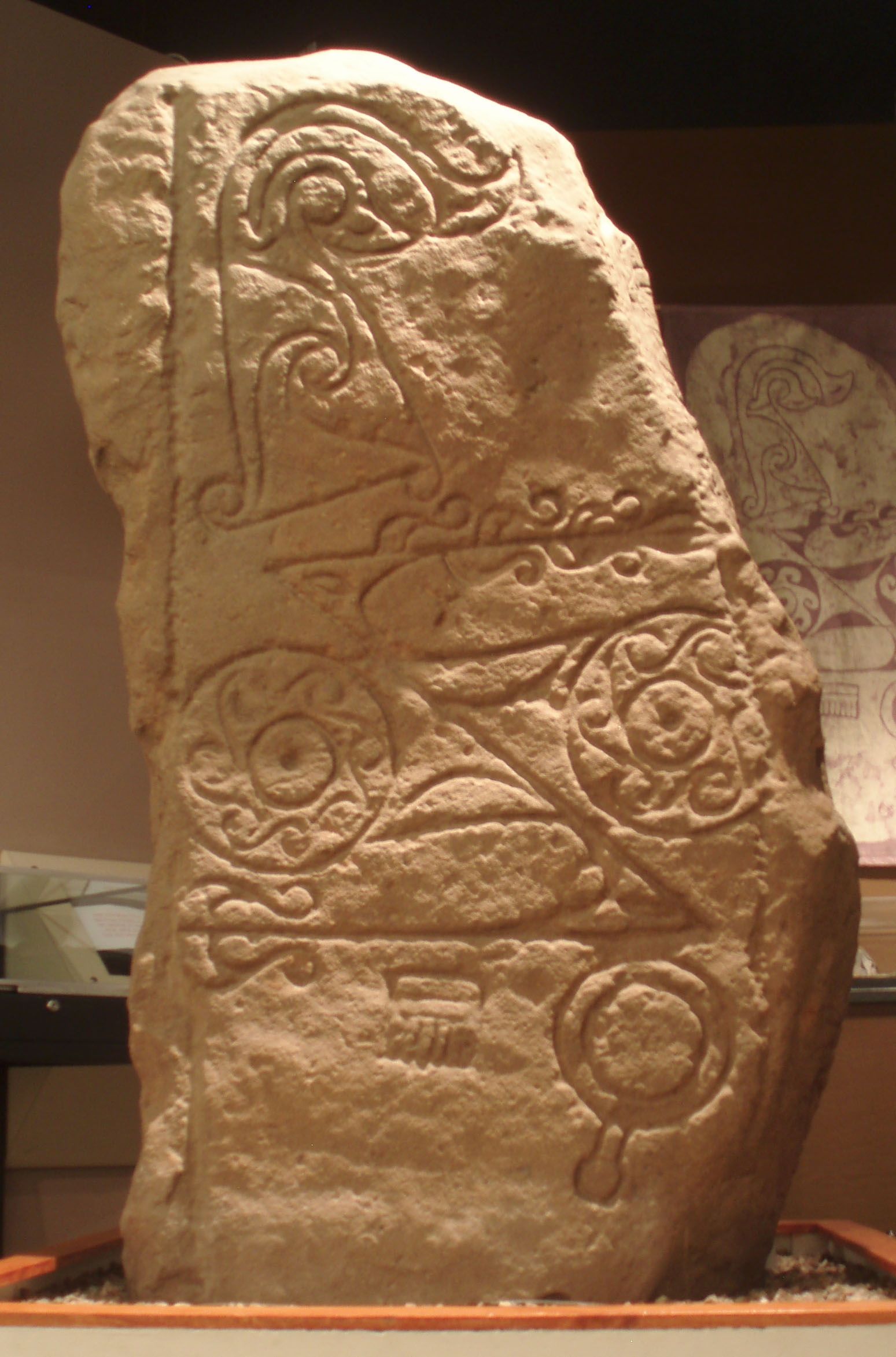
Piktischer Dunnichen Stone

Dunnichen (schottisch-gälisch: Dùn Neachdain) ist eine Kleinstadt in Schottland, in der traditionellen Grafschaft Forfarshire, heute die Council Area Angus. Der Ort liegt zwischen Forfar und Letham. In der Nähe befinden sich der Dunnichen Hill und das Dunnichen Mere (Nechtansmere, schottisch-gälisch Dhùn Neachdain, altirisch Dún Nechtain), bei denen die Schlacht bei Dunnichen Mere stattgefunden haben soll.

## Mythologie und Geschichte
Im Jahre 1810 glaubte der Antiquar George Chalmers hier den Ort der Schlacht bei Dunnichen Mere (schottisch-gälisch: Blàr Dhùn Neachdain) vom 20. Mai 685 lokalisieren zu können. Hier kämpften die Pikten unter ihrem König Bridei Mac Bili gegen eine northumbrische Armee unter König Ecgfrith, der im Verlauf der Schlacht fiel. Nachdem diese Lokalisierung viele Jahre lang akzeptiert worden war, wird in letzter Zeit eher daran gezweifelt.
James Headrick schrieb 1845 eine lokale Legende nieder, nach der bei Dunnichen die Schlacht zwischen König Artus und seinem Sohn Mordred geschlagen worden sei.
A confused tradition prevails of a great battle having been fought on the East Mains of Dunnichen, between Lothus, King of the Picts, or his son Mordred, and Arthur King of the Britons, in which that hero of romance was slain.
(Eine verworrene weitverbreitete Tradition [erzählt] von einer großen Schlacht im Osten von Dunnichen zwischen Lothus, dem König der Pikten, oder seinem Sohn Modred, und Arthur, dem König der Briten, in der dieser Held der Romantik erschlagen wurde.)
Im frühen 19. Jahrhundert wurde am angeblichen Schlachtfeld der Dunnichen Stone ausgegraben, ein piktischer Bildstein, der heute im Meffan Institute in Forfar aufbewahrt wird. Eine Replik ist im Park vor der Dunnichen Parish Church aufgestellt worden.
Im Jahre 1985 wurde zum 1300. Jahrestag der Schlacht bei Dunnichen Mere ein Festival veranstaltet, das auf große Begeisterung der Bevölkerung stieß und sich zu einem jährlich stattfindenden Ereignis entwickelte. Der Ort des Festes mit bis zu 2500 Besuchern war der Gipfel des Dunnichen Hill. Bald fanden dort auch wochenlang andauernde New-Age-Festivals statt. Wegen der Belästigung durch die Menge der Schaulustigen, den nächtlichen Lärm und die Tötung von Nutzvieh durch streunende Hunde der Gäste kam es zu Polizeieinsätzen und Verboten, die 1994 und 1996 sogar im House of Lords und im House of Commons behandelt wurden.

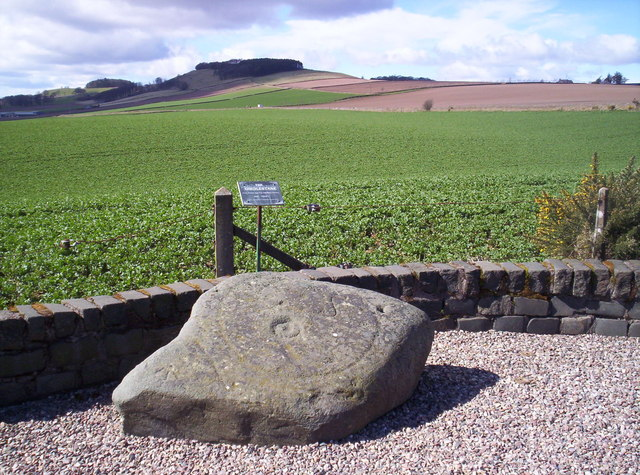
Dunnichen Hill, von Letham aus gesehen, im Vordergrund der Girdlestane, ein Cup-and-Ring-Stein
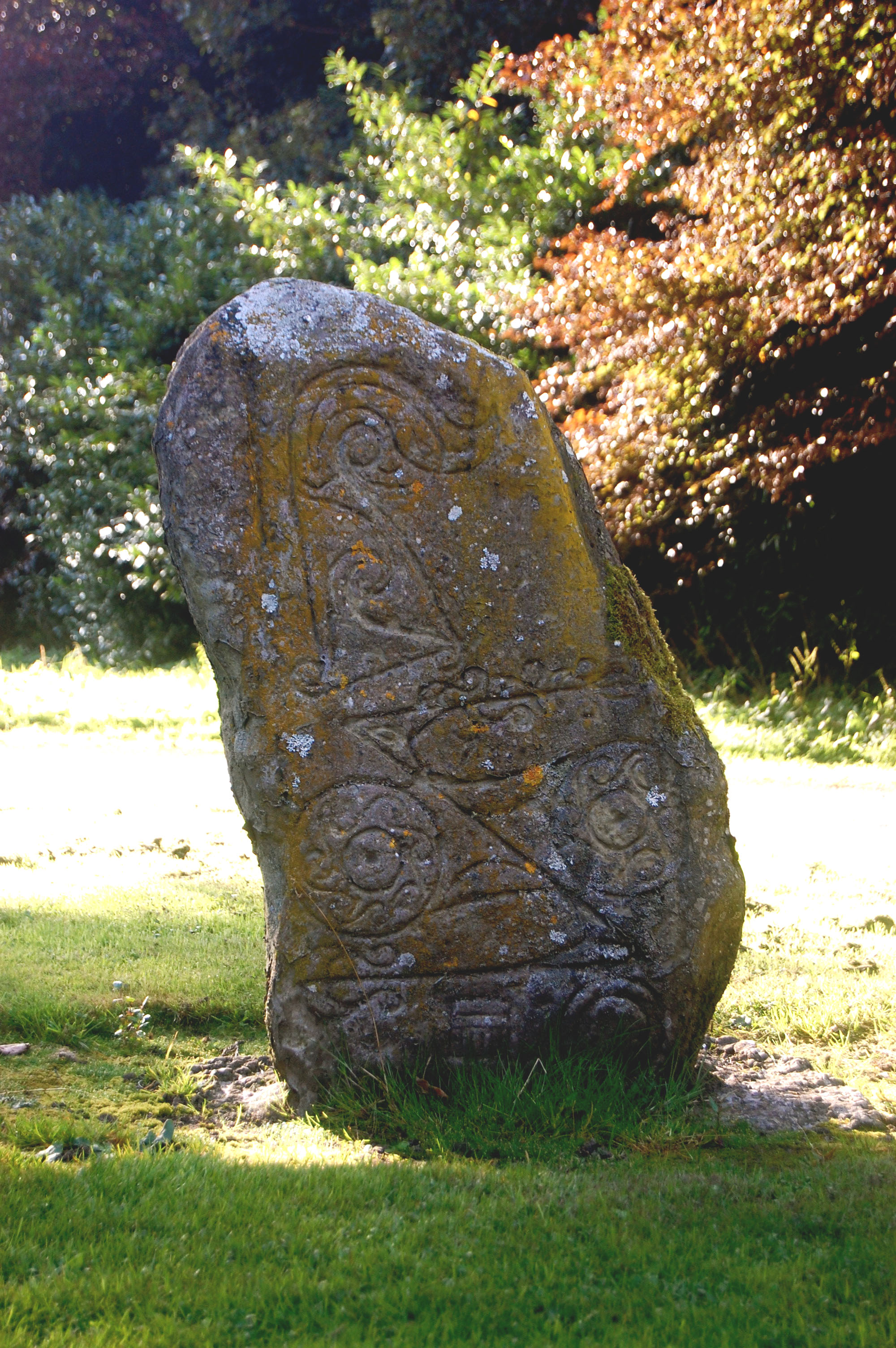
Replik
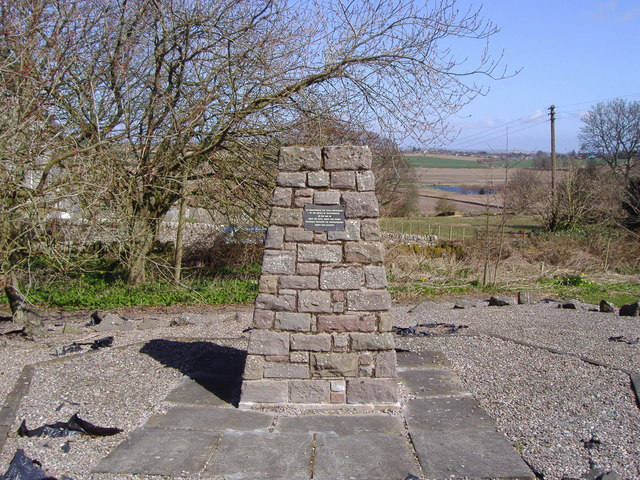
Blàr-Dhùn-Neachdain-Denkmal